# Clipeus virtutis

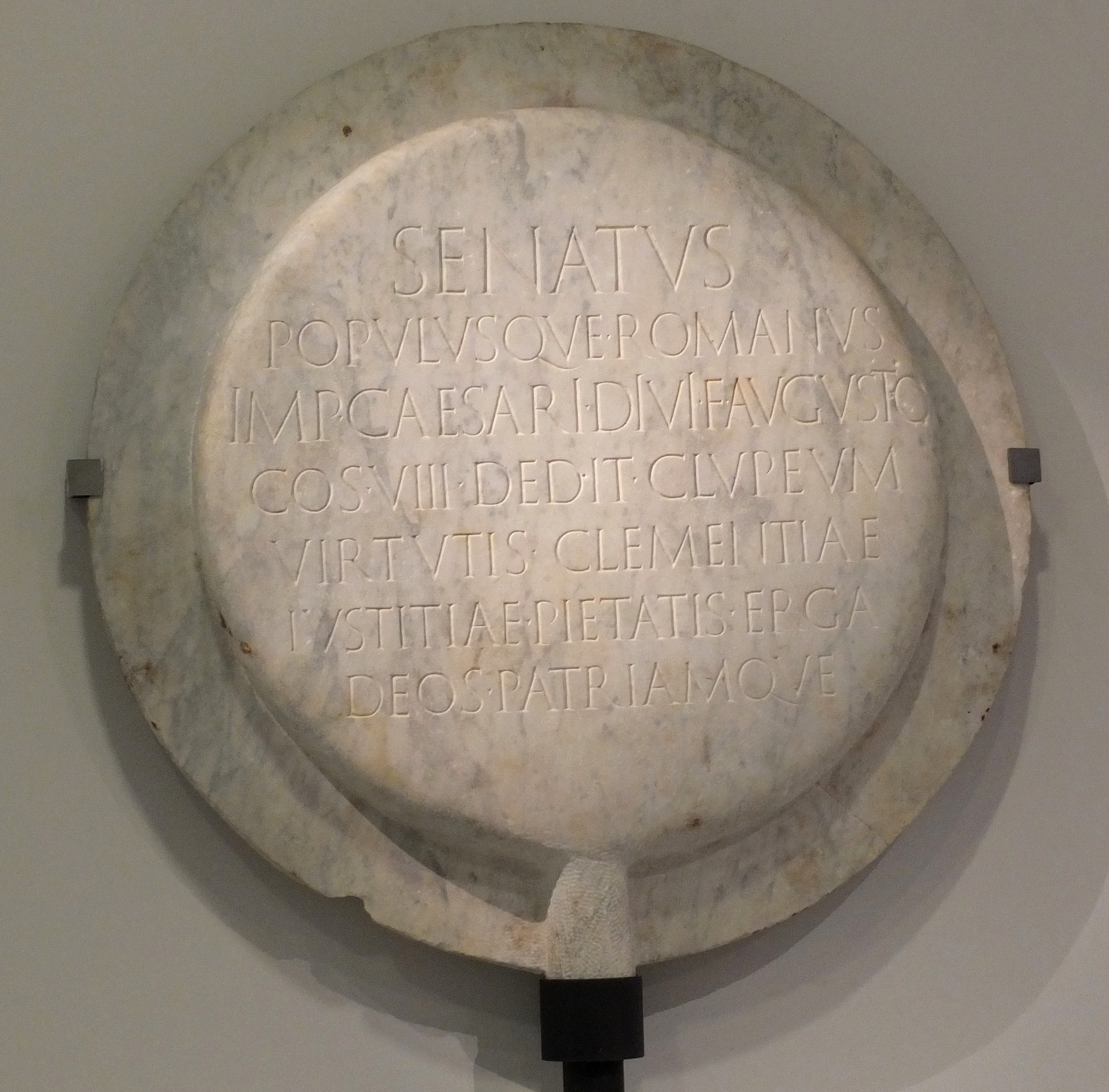
Clipeus virtutis des Augustus, antike Marmorkopie aus Arles

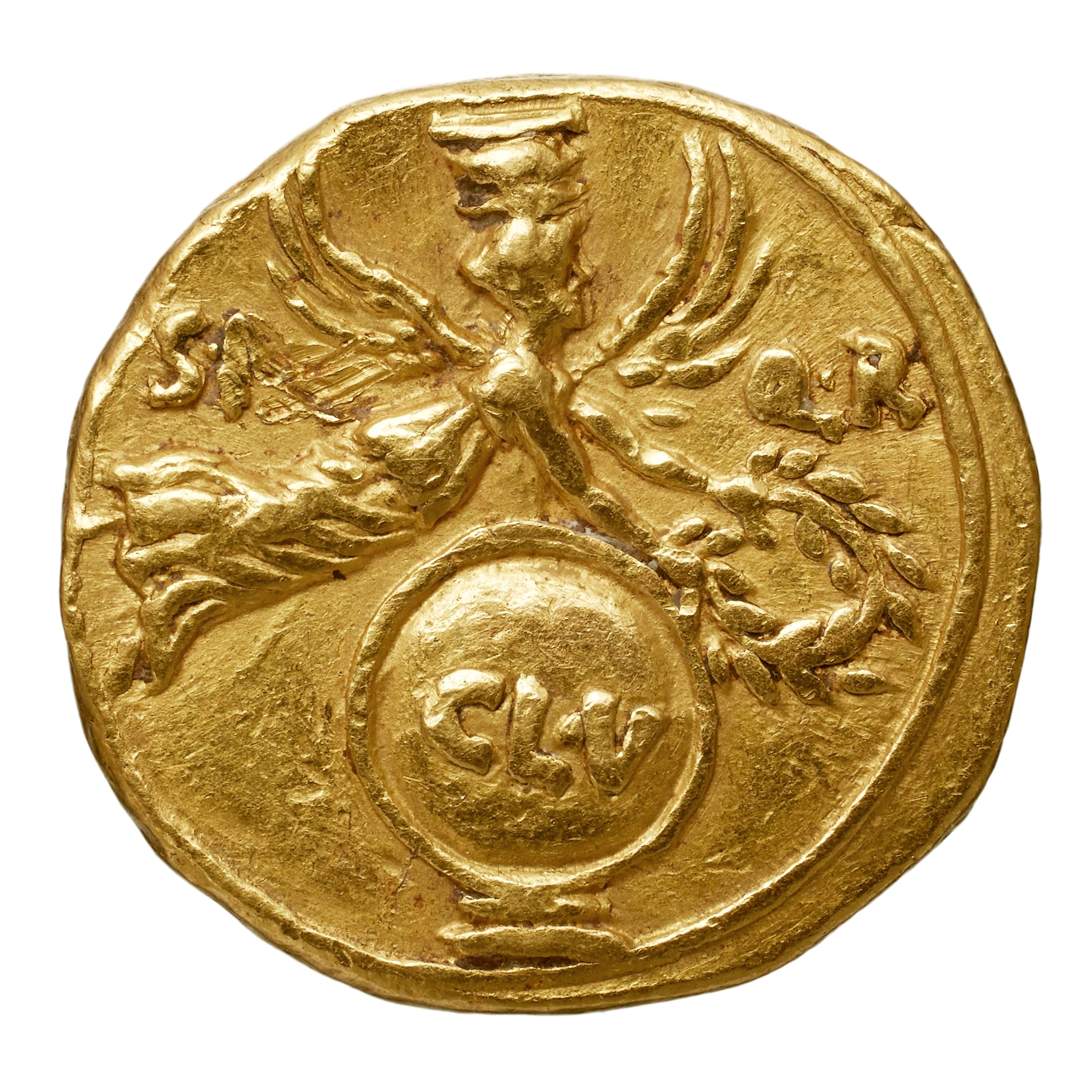
Aureus des Augustus, Rückseite mit dem clipeus virtutis, darüber der Siegesgöttin Victoria und der Abkürzung SPQR („Senat und Volk von Rom“)

Der Clipeus virtutis (lateinisch für „Schild der Tapferkeit/Tüchtigkeit“) war ein Ehrenschild, den der römische Senat im Januar 27 v. Chr. an Octavian verlieh. Es handelte sich um einen goldenen Rundschild (clipeus, in archaisierender Schreibweise auch clupeus), der mit einer ehrenden Inschrift versehen war. Weitere Ehrungen in diesem Zusammenhang waren etwa die Verleihungen der corona civica und des Ehrennamens Augustus. Mit all diesen Auszeichnungen wurde nach Erringung der De-facto-Alleinherrschaft die Machtposition des nun Augustus genannten Octavian ausgedrückt und festgeschrieben. Für die moderne Geschichtswissenschaft beginnt damit die Römische Kaiserzeit.

## Bedeutung
Aus der Aufschrift auf dem Schild ging hervor, dass die Ehrung „virtutis, clementiae, iustitiae pietatisque erga deos patriamque“ erfolgte, also „für virtus, clementia, iustitia und pietas gegenüber Göttern und Vaterland“. Damit wurden vier wichtige Tugenden des antiken Herrscherbildes, speziell des römischen Wertekanons angesprochen: Die virtus („Tapferkeit, Tüchtigkeit“) ließ sich in diesem politischen Rahmen auf den Erfolg des Augustus gegenüber den „Staatsfeinden“ in den Römischen Bürgerkriegen beziehen, die clementia („Milde“) auf die zurückhaltende Bestrafung seiner unterlegenen Gegner (Clementia Caesaris), die iustitia („Gerechtigkeit“) auf die angebliche Wiederherstellung der als rechtmäßig angesehenen Staatsordnung und die pietas („Frömmigkeit, Achtung“) auf sein respektvolles Handeln sowohl den Göttern als auch den staatlichen Autoritäten (Senat und Volk von Rom) gegenüber. Somit verknüpfte die Formulierung auf dem Schild das Selbstverständnis des neuen Alleinherrschers geschickt mit den Erwartungen, die der Senat an ihn heranzutragen versuchte.
Durch die Summe dieser und anderer Ehrungen wurde Augustus völlig aus den Maßstäben des römischen Sozialgefüges herausgehoben und damit die Basis für den späteren Kaiserkult gelegt.

## Aufstellung und Rezeption

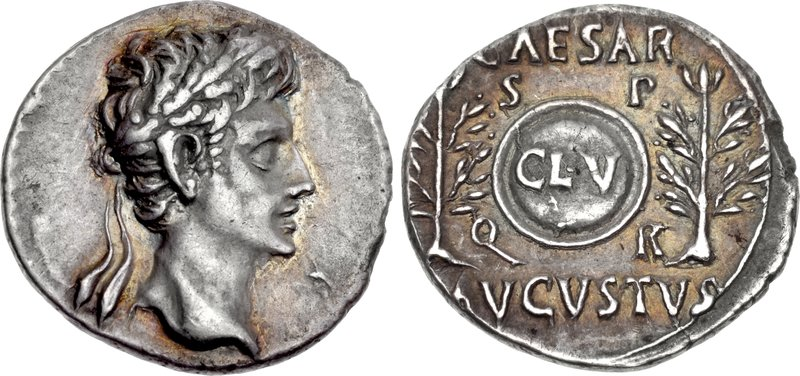
Denar des Augustus mit dem clipeus virtutis, flankiert von Lorbeerzweigen und der Abkürzung SPQR („Senat und Volk von Rom“), auf der Rückseite

Der clipeus virtutis des Jahres 27 v. Chr. wurde demonstrativ in der Curia Iulia, dem Versammlungsort des Senates, aufgestellt, direkt neben der Victoria-Statue, die dort an den entscheidenden Sieg des Augustus in der Schlacht bei Actium wenige Jahre zuvor erinnerte. Kopien des Schildes wurden wohl im gesamten römischen Reich verbreitet; ein Exemplar aus Marmor ist in Arelate (heute Arles) gefunden worden. In der offiziellen römischen Monumentalkunst des augusteischen Zeitalters wurde der clipeus ebenfalls abgebildet und dabei mit anderen einprägsamen Symbolen wie der Gottheit Victoria, der Erdkugel oder dem Lorbeerkranz zu einer stark komprimierten Bildsprache verdichtet, die auch in anderen Medien aufgegriffen wurde. So wurde der Ehrenschild des Augustus auf den römischen Münzen abgebildet und somit die Ehrung durch den Senat öffentlichkeitswirksam verkündet; die Beschriftung des Schildes ist dabei aufgrund der geringen Größe der Münzen zu „Cl(ipeus) V(irtutis)“ verkürzt.
Daneben findet sich der clipeus virtutis auch auf Gebrauchs- und Schmuckgegenständen, deren bildliche Darstellungen die Ideologie des neuen Herrschaftssystems demonstrieren und in der breiten Bevölkerung verankern sollten. Zu solchen Objekten, die mit dem Schild und anderen Symbolen des neubegründeten Prinzipats versehen wurden, gehörten hochwertige Schmuckstücke wie etwa Kameen, aber auch massentauglichere Objekte, so zum Beispiel verzierte tönerne Öllampen. Als Beschriftung des Schildes findet sich dort teilweise auch die knappe Formulierung „ob cives servatos“ („[verliehen] für die Rettung der Bürger“).

## Ehrenschilde für spätere Kaiser

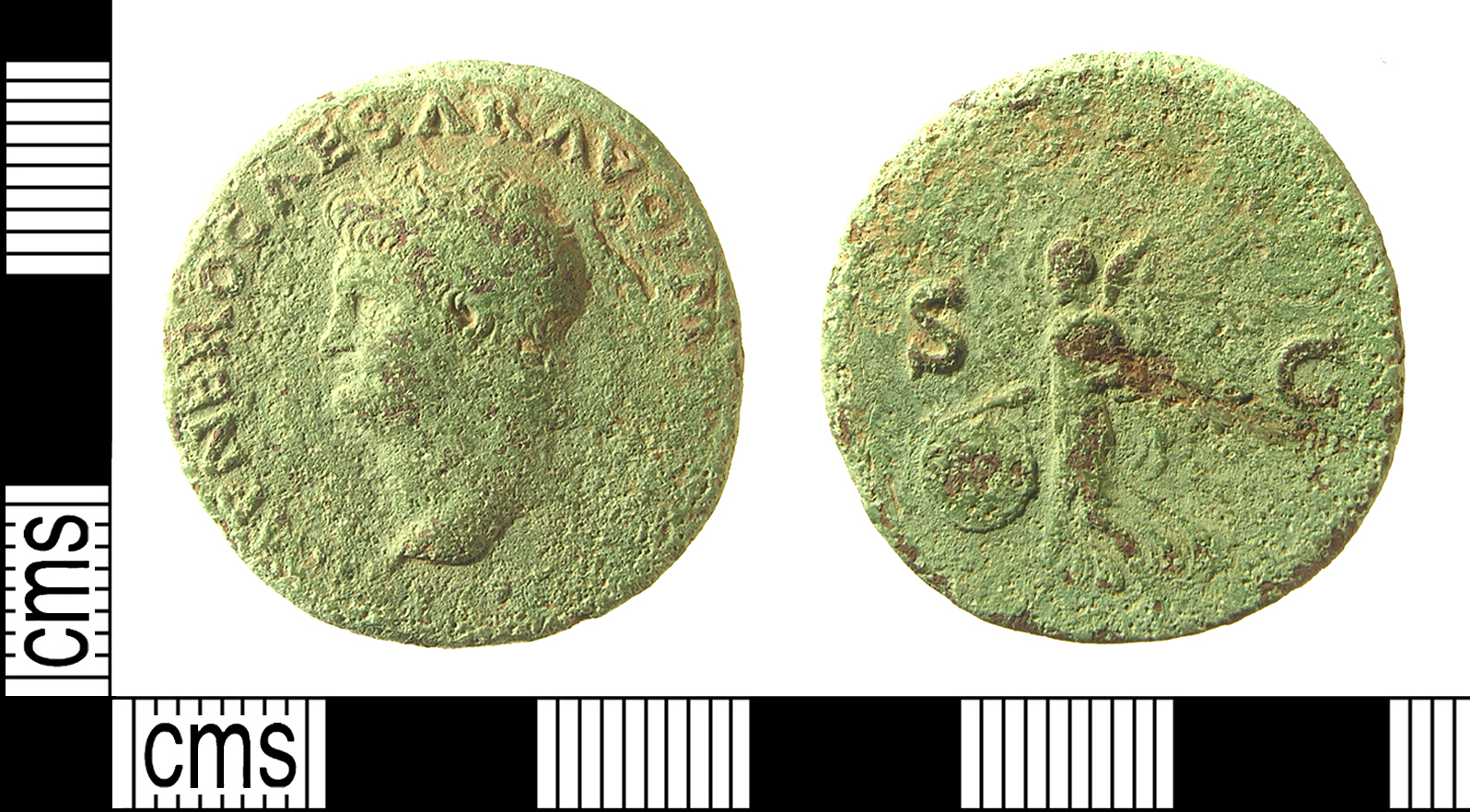
As des Kaisers Nero; auf der Rückseite Victoria, die einen Schild mit der Aufschrift „SPQR“ trägt. (Das große „SC“ findet sich auf allen römischen Bronzemünzen dieser Zeit und hat nichts mit dem Clipeus zu tun.)

Es ist anzunehmen, dass Augustus’ Nachfolger ähnliche Ehrenschilde erhielten wie den clipeus virtutis des Jahres 27 v. Chr. Die Begründungen oder Wortlaute dieser Auszeichnungen sind aber nicht erhalten. Die einzigen Hinweise auf ihre Verleihung sind Münzen der betreffenden Kaiser, die einen Schild mit der Aufschrift „S(enatus) P(opulus)Q(ue) R(omanus)“ („Senat und Volk von Rom“) oder „S(enatus) C(onsulto)“ („auf Beschluss des Senates“), selten auch „ob cives servat(os)“ („für die Rettung der Bürger“), abbilden.
Nur in einem weiteren Fall ist die Ehrung eines Kaisers mit einem clipeus virtutis abseits von Münzdarstellungen bezeugt: Im frühen 4. Jahrhundert n. Chr. erhielt  Konstantin der Große nach dem Sieg über seinen Rivalen Maxentius vom Senat Ehrungen, die an die Auszeichnungen für Augustus anknüpften und zu denen auch die Verleihung eines solchen Ehrenschildes zählte.